# Đội tuyển bóng đá quốc gia Armenia
Đội tuyển bóng đá quốc gia Armenia (tiếng Armenia: Հայաստանի ֆուտբոլի հավաքականը) là đội tuyển cấp quốc gia của Armenia do Liên đoàn bóng đá Armenia quản lý. Đội tuyển được thành lập sau sự tan rã của Liên Xô, có trận đấu đầu tiên gặp Moldova vào 12 tháng 10 năm 1992. Đội chưa từng tham dự vòng chung kết Euro hay World Cup nào.

## Thành tích tại các giải đấu

### Giải vô địch thế giới
| Năm           | Thành tích                                          |
| ------------- | --------------------------------------------------- |
| 1930 đến 1994 | Không tham dự, là một phần của Liên Xô cho tới 1991 |
| 1998 đến 2018 | Không vượt qua vòng loại                            |

### Giải vô địch châu Âu
| Năm           | Thành tích                             |
| ------------- | -------------------------------------- |
| 1960 đến 1992 | Không tham dự, là một phần của Liên Xô |
| 1996 đến 2024 | Không vượt qua vòng loại               |

### UEFA Nations League
| Thành tích tại UEFA Nations League | Thành tích tại UEFA Nations League | Thành tích tại UEFA Nations League | Thành tích tại UEFA Nations League | Thành tích tại UEFA Nations League | Thành tích tại UEFA Nations League | Thành tích tại UEFA Nations League | Thành tích tại UEFA Nations League | Thành tích tại UEFA Nations League | Thành tích tại UEFA Nations League | Thành tích tại UEFA Nations League |
| Mùa giải                           | Hạng đấu                           | Kết quả                            | Pos                                | Pld                                | W                                  | D                                  | L                                  | GF                                 | GA                                 |                                    |
| ---------------------------------- | ---------------------------------- | ---------------------------------- | ---------------------------------- | ---------------------------------- | ---------------------------------- | ---------------------------------- | ---------------------------------- | ---------------------------------- | ---------------------------------- | ---------------------------------- |
| 2018–19                            | D                                  | 45th                               | 2nd                                | 6                                  | 3                                  | 1                                  | 2                                  | 14                                 | 8                                  |                                    |
| 2020–21                            | C                                  | 36th                               | 1st                                | 6                                  | 3                                  | 2                                  | 1                                  | 9                                  | 6                                  |                                    |
| 2022–23                            | B                                  | 31st                               | 4th                                | 6                                  | 1                                  | 0                                  | 5                                  | 4                                  | 17                                 |                                    |
| Tổng cộng                          | Tổng cộng                          | Vòng bảng giải đấu C               | 3/3                                | 18                                 | 7                                  | 3                                  | 8                                  | 27                                 | 31                                 |                                    |

## Cầu thủ

### Đội hình
Đây là đội hình tham dự 2 trận giao hữu gặp Kosovo và Albania vào tháng 11 năm 2022.

Số liệu thống kê tính đến ngày 19 tháng 11 năm 2022 sau trận gặp Albania.

| Số | VT | Cầu thủ                       | Ngày sinh (tuổi)  | Trận | Bàn | Câu lạc bộ            |
| -- | -- | ----------------------------- | ----------------- | ---- | --- | --------------------- |
| 1  | TM | Stanislav Buchnev             | 17 tháng 7, 1990  | 3    | 0   | Pyunik                |
| 16 | TM | Henri Avagyan                 | 16 tháng 1, 1996  | 1    | 0   | BKMA Yerevan          |
| 12 | TM | Arman Nersesyan               | 19 tháng 10, 2001 | 0    | 0   | BKMA Yerevan          |
|    |    |                               |                   |      |     |                       |
| 13 | HV | Kamo Hovhannisyan             | 5 tháng 10, 1992  | 73   | 3   | Astana                |
| 3  | HV | Varazdat Haroyan (Đội trưởng) | 24 tháng 8, 1992  | 71   | 3   | Anorthosis Famagusta  |
| 15 | HV | Hrayr Mkoyan                  | 2 tháng 9, 1986   | 52   | 1   | Ararat                |
| 4  | HV | Taron Voskanyan               | 22 tháng 2, 1993  | 44   | 0   | Alashkert             |
| 21 | HV | Styopa Mkrtchyan              | 17 tháng 2, 2003  | 7    | 0   | Ararat-Armenia        |
| 2  | HV | Davit Terteryan               | 24 tháng 6, 1999  | 5    | 0   | Ararat-Armenia        |
| 17 | HV | Hakob Hakobyan                | 29 tháng 3, 1997  | 4    | 0   | Ararat-Armenia        |
| 8  | HV | Zhirayr Margaryan             | 13 tháng 9, 1997  | 4    | 0   | Urartu                |
| 22 | HV | Arman Ghazaryan               | 24 tháng 7, 2001  | 1    | 0   | Urartu                |
|    | HV | Aventis Aventisian            | 17 tháng 8, 2002  | 0    | 0   | Go Ahead Eagles       |
|    |    |                               |                   |      |     |                       |
| 5  | TV | Artak Grigoryan               | 19 tháng 10, 1987 | 49   | 1   | Alashkert             |
| 9  | TV | Edgar Babayan                 | 28 tháng 10, 1995 | 16   | 1   | Randers               |
| 10 | TV | Artak Dashyan                 | 20 tháng 11, 1989 | 15   | 1   | Pyunik                |
| 18 | TV | Petros Avetisyan              | 7 tháng 1, 1996   | 7    | 0   | FC Akzhayik           |
| 11 | TV | Hovhannes Harutyunyan         | 25 tháng 5, 1999  | 6    | 0   | Pyunik                |
|    | TV | Artur Serobyan                | 2 tháng 7, 2003   | 5    | 0   | BKMA Yerevan          |
| 19 | TV | Narek Grigoryan               | 17 tháng 6, 2001  | 4    | 0   | Jagiellonia Białystok |
| 14 | TV | Artur Galoyan                 | 25 tháng 6, 1999  | 1    | 0   | Alania Vladikavkaz    |
| 20 | TV | Serob Galstyan                | 23 tháng 9, 2002  | 0    | 0   | Ararat Yerevan        |
| 6  | TV | Sergey Mkrtchyan              | 26 tháng 6, 2001  | 2    | 0   | Urartu                |
|    |    |                               |                   |      |     |                       |
| 23 | TĐ | Vahan Bichakhchyan            | 9 tháng 7, 1999   | 21   | 3   | Pogoń Szczecin        |
| 7  | TĐ | Zhirayr Shaghoyan             | 10 tháng 4, 2001  | 9    | 1   | CSKA Sofia            |

### Triệu tập gần đây
| Vt | Cầu thủ                 | Ngày sinh (tuổi)  | Số trận | Bt | Câu lạc bộ             | Lần cuối triệu tập                     |
| -- | ----------------------- | ----------------- | ------- | -- | ---------------------- | -------------------------------------- |
| TM | David Yurchenko         | 27 tháng 3, 1986  | 24      | 0  | Pyunik                 | v. Cộng hòa Ireland, 27 September 2022 |
| TM | Arsen Beglaryan         | 18 tháng 2, 1993  | 15      | 0  | Urartu                 | v. Cộng hòa Ireland, 27 September 2022 |
|    |                         |                   |         |    |                        |                                        |
| HV | Hovhannes Hambardzumyan | 4 tháng 10, 1990  | 50      | 4  | Anorthosis Famagusta   | v. Cộng hòa Ireland, 27 September 2022 |
| HV | Jordy Monroy            | 3 tháng 1, 1996   | 8       | 0  | Independiente Medellín | v. Cộng hòa Ireland, 27 September 2022 |
| HV | André Calisir           | 13 tháng 6, 1990  | 23      | 0  | Silkeborg              | v. Cộng hòa Ireland, 27 September 2022 |
| HV | Arman Hovhannisyan      | 7 tháng 7, 1993   | 11      | 0  | Ararat-Armenia         | v. Scotland, 14 June 2022              |
| HV | Hayk Ishkhanyan         | 23 tháng 7, 1989  | 12      | 1  | BKMA Yerevan           | v. Scotland, 8 June 2022               |
| HV | Hovhannes Nazaryan      | 11 tháng 3, 1998  | 1       | 0  | Ararat Yerevan         | v. Na Uy, 29 March 2022                |
|    |                         |                   |         |    |                        |                                        |
| TV | Eduard Spertsyan        | 7 tháng 6, 2000   | 13      | 3  | Krasnodar              | v. Cộng hòa Ireland, 27 September 2022 |
| TV | Khoren Bayramyan        | 7 tháng 1, 1992   | 21      | 2  | Rostov                 | v. Cộng hòa Ireland, 27 September 2022 |
| TV | Karen Muradyan          | 1 tháng 11, 1992  | 11      | 0  | Ararat-Armenia         | v. Cộng hòa Ireland, 27 September 2022 |
| TV | Edgar Malakyan          | 19 tháng 10, 1987 | 22      | 0  | Ararat                 | v. Scotland, 14 June 2022              |
| TV | Solomon Udo             | 15 tháng 7, 1995  | 18      | 0  | Ararat-Armenia         | v. Scotland, 14 June 2022              |
| TV | Wbeymar Angulo          | 6 tháng 3, 1992   | 10      | 2  | Ararat-Armenia         | v. Scotland, 14 June 2022              |
| TV | Rudik Mkrtchyan         | 26 tháng 10, 1998 | 0       | 0  | Ararat                 | v. Ukraina, 11 June 2022               |
| TV | Gevorg Ghazaryan        | 5 tháng 4, 1988   | 78      | 14 | Ararat-Armenia         | v. Na Uy, 29 March 2022                |
| TV | Erik Vardanyan          | 7 tháng 6, 1998   | 10      | 1  | Urartu                 | v. Na Uy, 29 March 2022                |
| TV | Artyom Avanesyan        | 17 tháng 7, 1999  | 3       | 0  | Ararat-Armenia         | v. Na Uy, 29 March 2022                |
|    |                         |                   |         |    |                        |                                        |
| TĐ | Lucas Zelarayán         | 20 tháng 6, 1992  | 6       | 0  | Columbus Crew          | v. Cộng hòa Ireland, 27 September 2022 |
| TĐ | Tigran Barseghyan       | 22 tháng 9, 1993  | 52      | 8  | Slovan Bratislava      | v. Cộng hòa Ireland, 27 September 2022 |
| TĐ | Sargis Adamyan          | 23 tháng 5, 1993  | 34      | 2  | 1. FC Köln             | v. Ukraina, 11 June 2022               |
| TĐ | Artur Miranyan          | 27 tháng 12, 1995 | 3       | 0  | Free agent             | v. Na Uy, 29 March 2022                |

- COV Cầu thủ rút lui vì dương tính với COVID-19.
- INJ Cầu thủ rút lui vì chấn thương.
- PRE Đội hình sơ bộ.
- RET Đã chia tay đội tuyển quốc gia.

## Các huấn luyện viên
- Tính đến 21 tháng 11 năm 2007

| Huấn luyện viên             | Thời gian | Trận đấu | Thắng | Hoà | Thua | Bàn thắng | Bàn thua |
| --------------------------- | --------- | -------- | ----- | --- | ---- | --------- | -------- |
| Eduard Markarov             | 1992-1994 | 6        | 1     | 2   | 3    | 1         | 5        |
| Samvel Darbinyan            | 1995-1996 | 9        | 1     | 1   | 7    | 5         | 21       |
| Khoren Hovhannisyan         | 1996-1997 | 16       | 2     | 5   | 9    | 10        | 41       |
| Souren Barseghyan           | 1998-1999 | 14       | 4     | 2   | 8    | 11        | 19       |
| Varuzhan Sukiasyan          | 2000-2001 | 17       | 3     | 7   | 7    | 17        | 27       |
| Adranik Adamyan (tạm quyền) | 2002      | 1        | 1     | 0   | 0    | 2         | 0        |
| Oscar Lopez                 | 2002      | 2        | 0     | 1   | 1    | 2         | 4        |
| Adranik Adamyan (tạm quyền) | 2003      | 1        | 0     | 0   | 1    | 0         | 2        |
| Mihai Stoichiţă             | 2003-2004 | 10       | 4     | 1   | 5    | 11        | 17       |
| Bernard Casoni              | 2004-2005 | 8        | 1     | 1   | 6    | 5         | 18       |
| Henk Wisman                 | 2005-2006 | 8        | 1     | 1   | 6    | 5         | 14       |
| Ian Porterfield             | 2006-2007 | 10       | 2     | 4   | 4    | 5         | 9        |
| Vardan Minasyan             | 2007      | 6        | 1     | 1   | 4    | 2         | 8        |